# Juri Knorr
Juri Knorr, född 9 maj 2000 i Flensburg, är en tysk handbollsspelare (mittnia), som spelar för Rhein-Neckar Löwen och det tyska landslaget. 
Hans far, Thomas Knorr, är en före detta handbollsspelare.

## Klubbkarriär
Knorr började spela handboll i VfL Bad Schwartau. Därefter spelade han som ungdomsspelare i MTV Lübeck. Knorr spelade fram till 2015 även fotboll i VfL Bad Schwartau och i VfB Lübeck.
Därefter återvände Knorr till VfL Bad Schwartau och spelade för klubben i A-Jugend-Bundesliga. Som 17-åring gick han till Handball-Oberliga-klubben HSG Ostsee N/G, som tränades av hans far Thomas Knorr. 2018 var Knorr med och blev uppflyttad med klubben till 3. Liga.
I december 2017 blev Knorr klar för en övergång till spanska FC Barcelona med start sommaren 2018, där han var främst tänkt att spela för reservlaget i andradivisionen. Knorr debuterade för A-laget i Liga Asobal den 4 december 2018 i en match mot SD Teucro. Den 1 februari 2019 gjorde han sina två första mål för A-laget i en match mot BM Alcobendas. Knorr blev spansk mästare med Barcelona 2019 och han gjorde totalt sex mål på lika många matcher för A-laget under säsongen.
I maj 2019 återvände Knorr till Tyskland då han blev klar för spel i GWD Minden som ersättare till svenska Dalibor Doder. I december 2020 blev Knorr klar för en övergång till Rhein-Neckar Löwen, där han skrev på ett treårskontrakt med start sommaren 2021. Han gjorde totalt 206 mål på 52 matcher för GWD Minden i Bundesliga.
Med Rhein-Neckar Löwen var han med och blev Tysk cupmästare 2023.

## Landslagskarriär
Knorr var en del av Tysklands U18-landslag som slutade på sjätte plats i U18-EM 2018, där han dessutom tog en plats i turneringens All-Star-lag.
Knorr blev för första gången uttagen i Tysklands A-landslag i mars 2020. I oktober 2020 blev han på nytt uttagen i truppen inför två kvalmatcher till EM 2022 mot Bosnien och Hercegovina och Estland. Knorr debuterade för Tyskland den 5 november 2020 i matchen mot Bosnien och Hercegovina.
2020 blev han uttagen i Tysklands trupp till VM 2021 i Egypten. 2021 blev Knorr uttagen i Tysklands trupp till OS 2020 i Tokyo. Han blev uttagen i bruttotruppen till EM 2022, men deltog inte på grund av att han inte ville vaccinera sig mot Covid-19, vilket var ett krav från EHF. Han deltog sedan i VM 2023, och blev där utsedd till mästerskapets Bästa unga spelare. Vid EM 2024 blev han uttagen i All star team som bästa mittnia.